# Choristidae
De Choristidae vormen een kleine familie van schorpioenvliegen (Mecoptera). 

## Taxonomie
De familie omvat drie geslachten:
- Geslacht: Chorista Klug, 1838
- Geslacht: Meridiochorista Lambkin, 1996
- Geslacht: Taeniochorista Esben-Petersen, 1914